# Pastel (técnica)

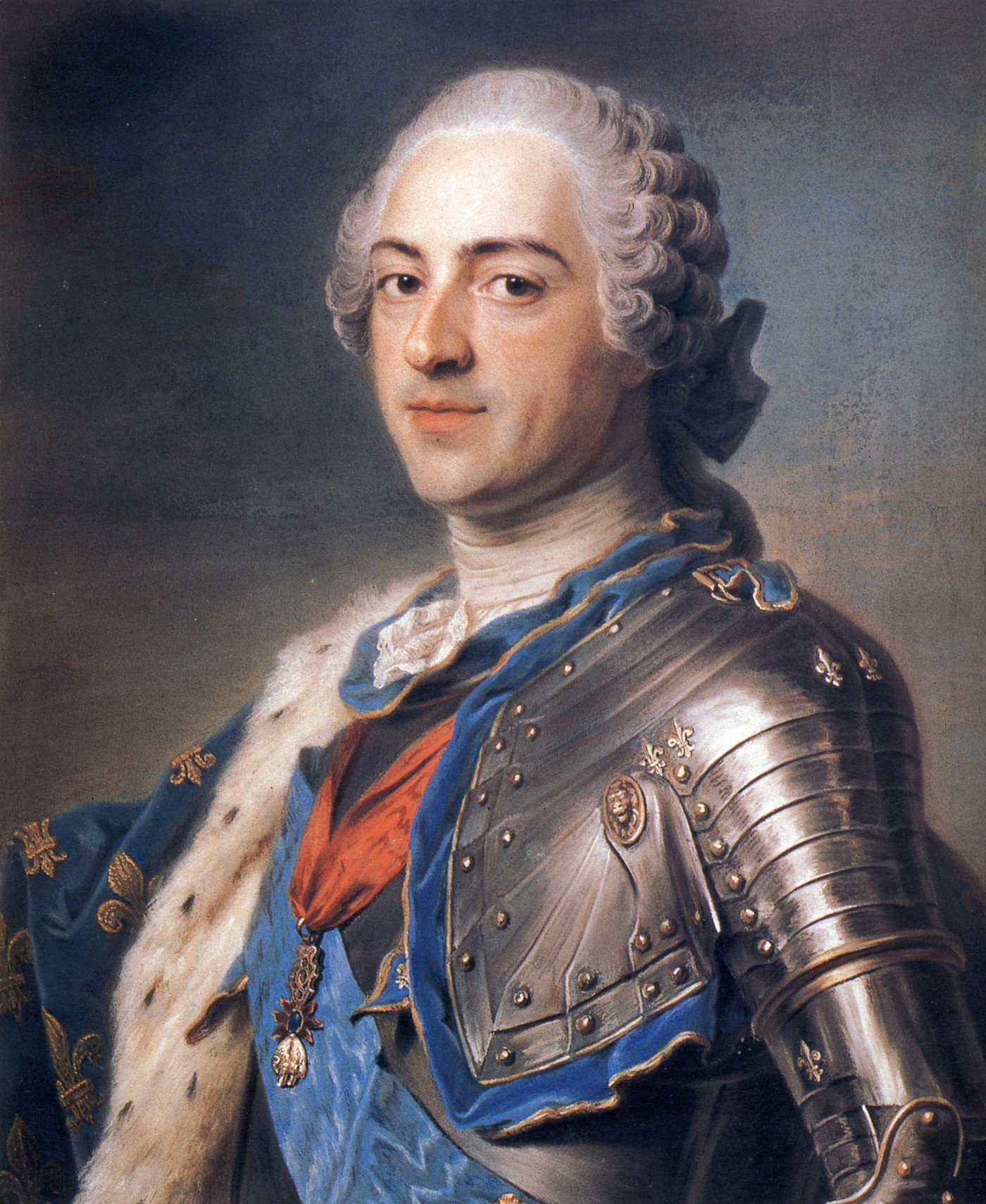
Retrato al pastel de Luis XV (1748), por Maurice Quentin de La Tour.

El pastel es una técnica pictórica del grupo de las llamadas técnicas secas, que no utiliza ningún disolvente y se aplica directamente sobre la superficie de trabajo, a diferencia de la pintura al óleo o la acuarela. Se puede aplicar con tiza seca y como soporte papel de buena calidad y gramaje, color neutro no blanco y de ligera rugosidad, aunque la técnica es lo suficientemente versátil como para que se pueda usar sobre otras superficies (cartón, madera, tela, etc). Es una técnica rápida, fácil de corregir y muy apropiada para bocetos, apuntes o pruebas de color. Es fácil de trabajar con ella tanto por su opacidad, como a la hora de aplicarlo sobre una superficie. El pastel es una técnica que combina el dibujo con la pintura, pues se dibuja exactamente de la misma forma con la que después se pintan los espacios. Este material sirve muy bien para realizar trabajos de degradados de color.

## Características

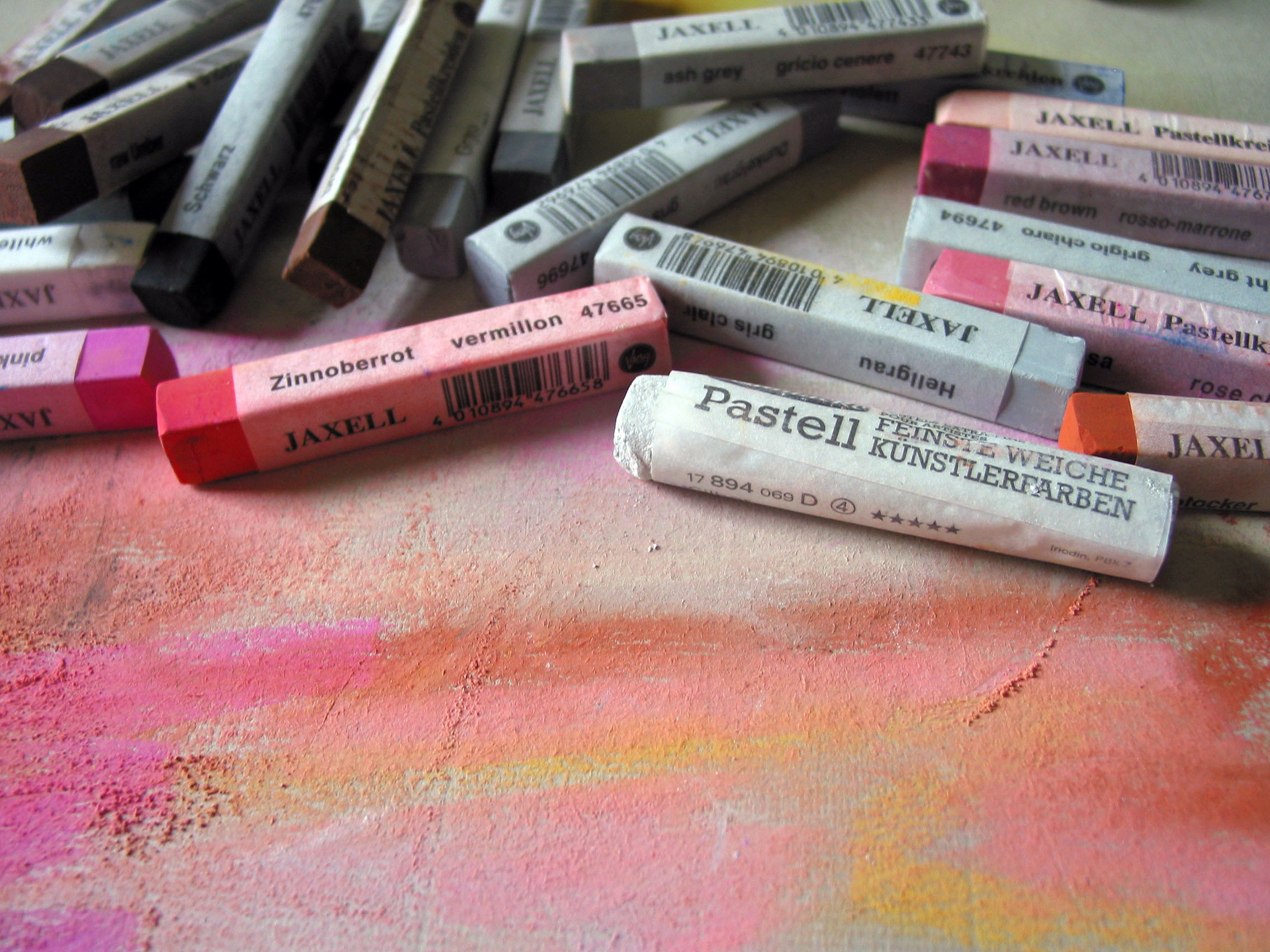
Barritas de pastel

El lápiz pastel es un instrumento de dibujo cuya mina es una pasta hecha con pigmentos secos moldeados en una barra que se cohesiona mediante una goma o resina. Los lápices carecen de los aglutinantes que poseen otras técnicas como el lápiz de carbón. Esto hace que sea tremendamente difícil de adherir a la superficie pictórica, que suele ser un papel poroso. El medio de asegurarla es mediante el empleo un fijador , pero le resta brillo al pastel y falsea los colores. El pastel es muy apreciado por la delicada gama de colores que ofrece y por una característica otorgada por su propia fragilidad: al carecer de aglutinantes, el color de la barra es exactamente el mismo que obtendrá el artista tras su aplicación. Además, no necesita ser preparada con anticipación y tampoco requiere de tiempo de secado. Esto permite trabajar a gran velocidad con trazos espontáneos y directos. Las cualidades de los lápices pasteles no compensan sus dificultades técnicas, por lo que su uso ha estado muy limitado durante la historia. El momento en el que tuvo su mayor apogeo fue durante el auge del retrato en la Francia del siglo XVIII, y por los impresionistas de la segunda mitad del siglo XIX, a los que sirvió por su facilidad de aplicación y la espontaneidad que permitía a la hora de captar los infinitos cambios del paisaje o la figura.

## En la historia del arte
Mencionado por primera vez por Leonardo da Vinci en 1495 a través de las experiencias de Jean Perréal, se desarrolló principalmente en Francia e Italia a finales del siglo XVI. Inicia su edad de oro en el siglo XVII, y asociado al arte del retrato, por maestros de esta técnica como Charles Le Brun o Robert Nanteuil.
A partir del siglo XVIII comenzó a usarse como técnica mixta con gouache, y desarrollado por pintores especialistas como Rosalba Carriera, Maurice Quentin de La Tour (que usaba un método de fijación del pastel hoy en día desaparecido), Jean Siméon Chardin, Jean-Baptiste Perronneau y Jean-Étienne Liotard. Muy usado durante el Antiguo Régimen, cayó en desuso después de la Revolución francesa, siendo desplazado por la pintura al óleo. Tuvo una recuperación destacada, en manos de maestros del Impresionismo como Edgar Degas y Mary Cassatt o de nabis como Édouard Vuillard. En 1885 se fundó la «Society of Painters in Pastel» (Sociedad de dibujantes al pastel).

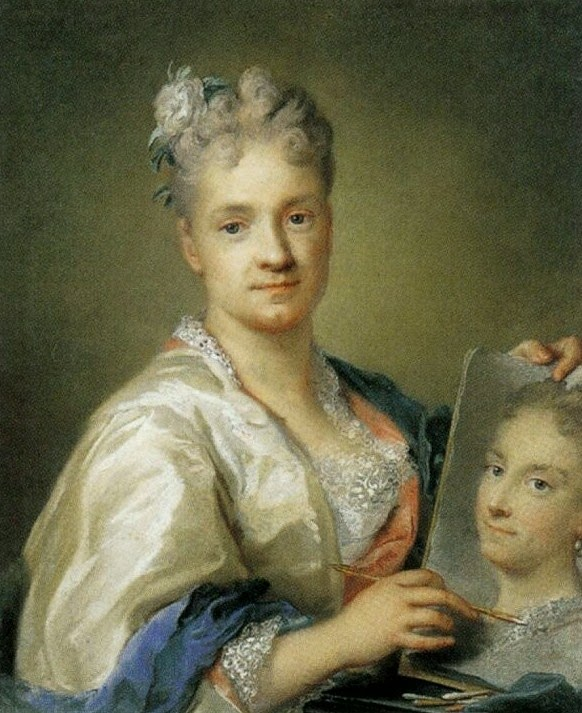
Rosalba Carriera Autorretrato (1715)
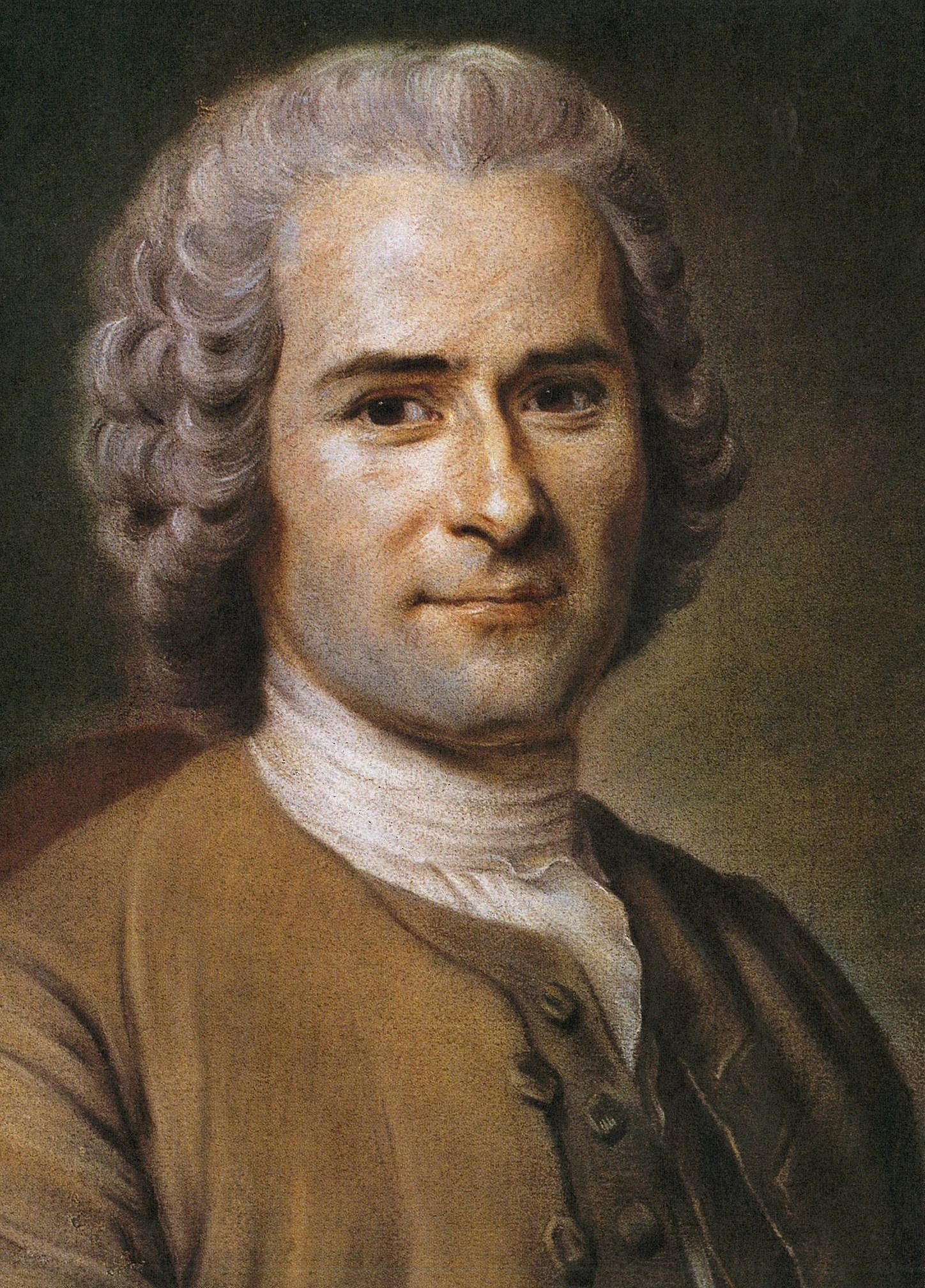
Jean-Jacques Rousseau por Quentin La Tour (1753)
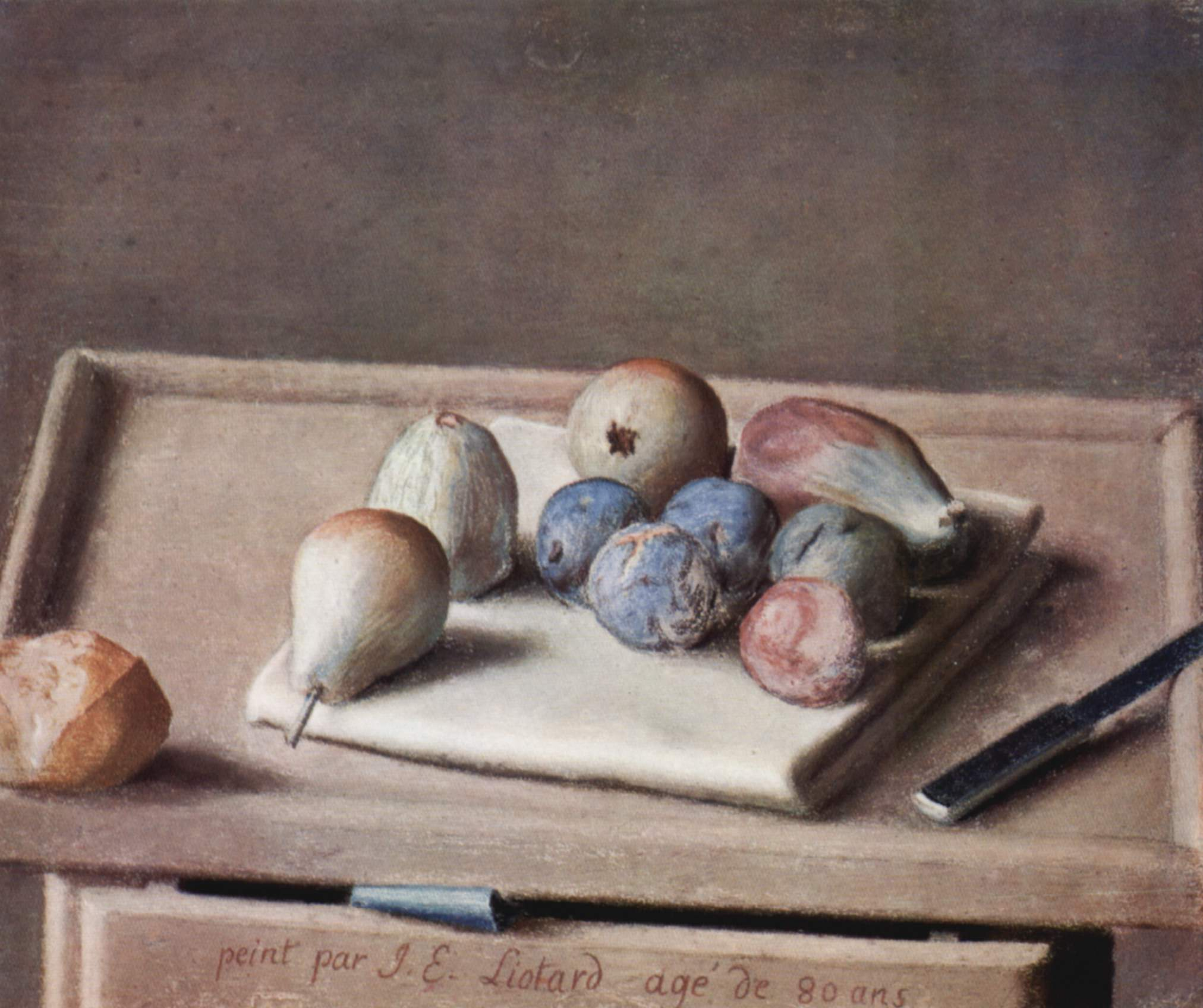
Bodegón de Liotard (1782)
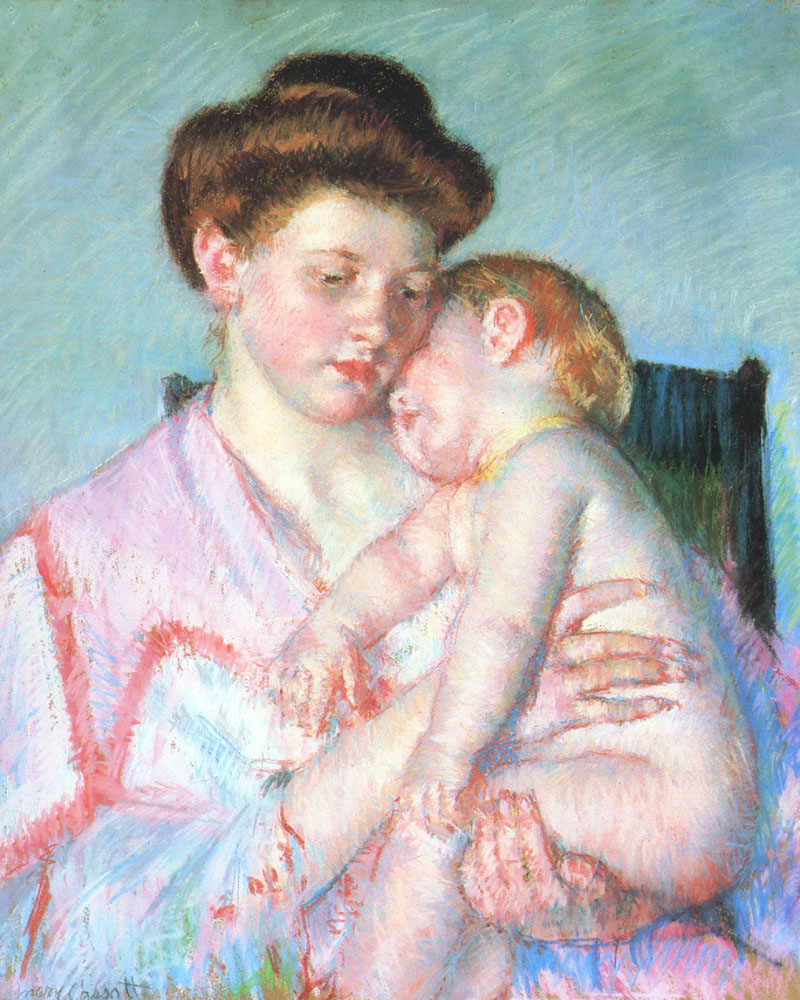
Mary Cassatt, Niño dormido (1910)
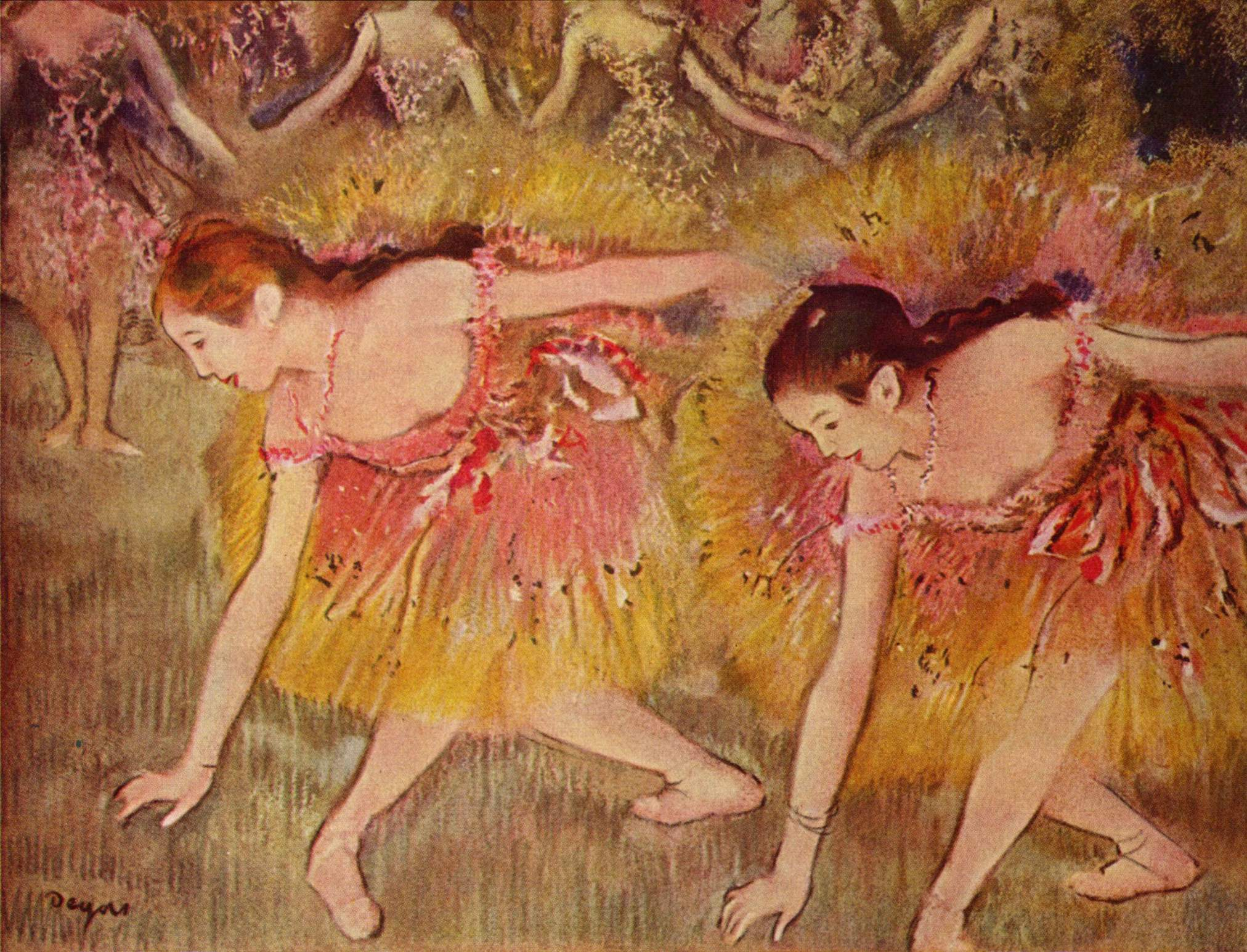
Edgar Degas, Bailarinas (1885)